# Tschechoslowakische Luftwaffenverbände in der RAF

RAF-Fahne (mit dem RAF-Emblem)

Die Teilnahme von Angehörigen der tschechoslowakischen Luftwaffe in den Verbänden der Royal Air Force (RAF) während des Zweiten Weltkrieges war ein bedeutender Beitrag sowohl in der Luftschlacht um England als auch im Kampf für die Befreiung der Tschechoslowakei von der deutschen Besetzung des Landes, an dem sich auch andere Einheiten der tschechoslowakischen Exilarmee beteiligten. Ihr Einsatz hat darüber hinaus wesentlich zur Anerkennung sowohl der tschechoslowakischen Exilregierung in London als auch der Tschechoslowakei als alliierte Macht nach dem Krieg beigetragen. Eine Anerkennung durch die eigene Regierung erfuhren diese Widerstandskämpfer an der Westfront erst nach der Samtenen Revolution von 1989.

## Hintergrund

Emblem der RAF auf Flugzeugen

Infolge des Münchner Abkommens von 1938 wurden zuerst große Gebiete der Vorkriegstschechoslowakei besetzt, danach kam es am 15. März 1939 zur Besetzung der sog. Rest-Tschechei und Errichtung des Protektorats Böhmen und Mähren und Gründung der Ersten Slowakischen Republik sowie zur Besetzung der Karpatenukraine durch Ungarn. Sowohl die Regierung wie auch die Armee des Landes waren somit aufgelöst. Einige Regierungsmitglieder flohen zuerst nach Paris, um dann schließlich am 21. Juli 1940 in London unter dem Präsidenten Edvard Beneš und dem Ministerpräsidenten Jan Šrámek die Tschechoslowakische Exilregierung zu gründen, die bald international anerkannt wurde. Nachdem auch zunehmend Armeeangehörige, vor allem Piloten der ehemaligen tschechoslowakischen Luftwaffe im Vereinigten Königreich eintrafen, unternahm die Exilregierung Schritte zu deren offizieller Formierung, weil einige Soldaten bereits ohne eine vertragliche Regelung in verschiedene RAF-Einheiten eingetreten waren.
Am 15. Oktober 1940 unterzeichneten der Außenminister der Exilregierung Jan Masaryk und der Außenminister der Regierung des Vereinigten Königreichs Lord Halifax den Vertrag über die tschechoslowakischen Streitkräfte nebst einer Anlage, die sich speziell mit der Luftwaffe beschäftigte, wo alle Grundprinzipien wie auch Einzelheiten geregelt wurden. Die tschechoslowakischen Soldaten wurden demnach Angehörige sowohl der RAF wie auch der tschechoslowakischen Streitkräfte. Gleichzeitig wurde in einem der Artikel auch geregelt, dass die Finanzierung der tschechoslowakischen Einheiten durch einen Kredit der britischen Regierung geschieht, für den wiederum mit dem in der Bank of England deponierten Goldschatz der Tschechoslowakei (etwa 30.000 kg Gold) gedeckt wird.
Neben anderen Einheiten der Luftwaffe und des Heeres, die unter anderem auch in der Sowjetunion entstanden, bildeten die tschechoslowakischen Jagd- und Bomberverbände in der RAF das Rückgrat der tschechoslowakischen Armee während des Zweiten Weltkrieges.

## Formierung der Verbände

### Flucht
Die Teilnahme der tschechoslowakischen Angehörigen der Luftwaffe in ausländischen Armeen verlief am Anfang etwas anders als beispielsweise bei den polnischen Piloten. Die polnische Armee durchlief 1939 eine Mobilisierung mit anschließenden Kampfhandlungen und die polnischen Piloten gingen dann recht geschlossen ins Ausland. Die tschechoslowakischen Piloten wurden jedoch nach der Besetzung des Landes am 15. März 1939 überrascht, und ferner auch verunsichert über Berichte, wonach der Marschall Hermann Göring an etwa 1500 tschechoslowakischen Luftwaffenangehörigen interessiert war und sie in die Lufthansa und Luftwaffe übernehmen wollte, wie bis heute vom tschechischen Verteidigungsministerium ohne Dementi verbreitet wird. Außerdem gab es keinen Befehl zu einem geordneten oder geschlossenen Weggang ins Ausland.
Nach der Besetzung des Landes kam es zu einer nicht organisierten Emigrationswelle in Richtung Polen, wo die Behörden jedoch nur zögernd die Aufenthaltsgenehmigungen ausgaben. Die sich in Polen formierenden Einheiten sollten nach Frankreich abgeschoben und in die Fremdenlegion überführt werden. Im Juli 1939 wurden etwa 1200 tschechoslowakische Soldaten, darunter dann etwa 500 Piloten, nach Frankreich verschifft. Die Situation änderte sich nach dem Überfall auf Polen, als die noch verbliebenen einigen Dutzend Piloten in die polnische Armee aufgenommen wurden. Nach der Niederlage zogen sich diese Einheiten einschließlich der Führung insbesondere nach Rumänien zurück und kamen über den Mittleren Osten danach nach Frankreich, insgesamt etwa 7000 Luftwaffenangehörige. Einen wesentlichen Anteil an der Fluchthilfe leistete die Widerstandsgruppe Obrana národa.
Nach der Besetzung Polens blieb nur noch ein Fluchtweg über die Slowakei und Ungarn, beides Staaten, die mit Deutschland verbündet waren und tschechoslowakische Flüchtlinge entweder ins Gefängnis setzten oder – was schlimmer war – zurück an die Protektoratsbehörden auslieferten. Diejenigen, die Jugoslawien erreichen konnten, wurden dann über Griechenland und die Türkei und danach über den durch Frankreich besetzten Libanon nach Frankreich verschifft.

### Frankreich

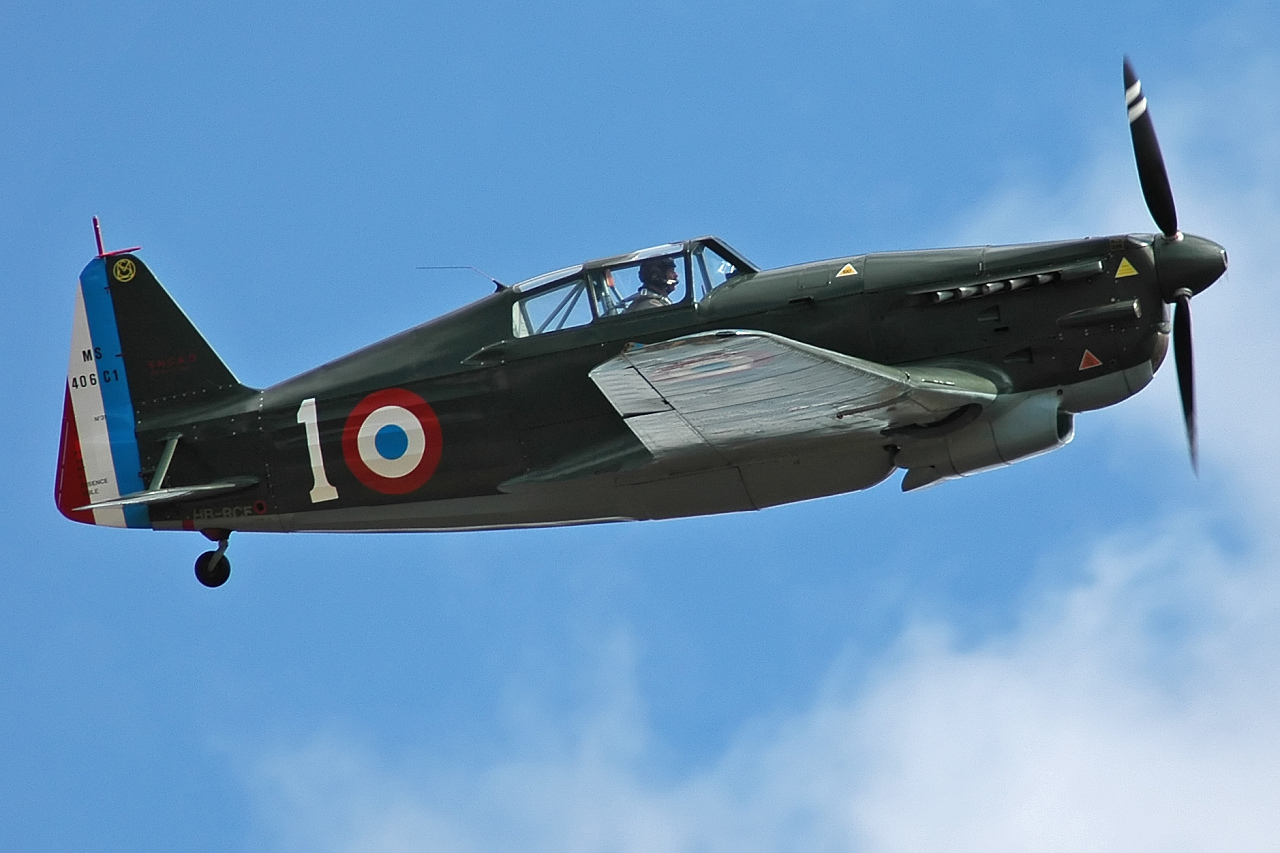
Morane-Saulnier MS.406, mit dem tschechoslowakische Piloten in Frankreich kämpften

Alle in Frankreich angekommenen Soldaten mussten zuerst in die Einheiten der Fremdenlegion eintreten und sollten später eigene Verbände gründen. Am 2. August 1939 entstand in Paris das Tschechoslowakische Militärbüro. Nach dem Ausbruch des Krieges wurde in Adge ein tschechoslowakisches Militärlager eingerichtet. Am 17. November 1939 entstand in Paris der Tschechoslowakische Nationalausschuss, der umgehend durch die französische Regierung anerkannt wurde und mit der Bildung einer tschechoslowakischen Exilarmee begann.
Infolge der schnellen Entwicklung konnten keine Luftverbände gebildet werden, die tschechoslowakischen Piloten dienten ab dem 1. Dezember 1939 in französischen Einheiten, wo sie mit französischen Flugzeugen Morane-Saulnier MS.406, Bloch MB.152, Dewoitine D.520 sowie auf amerikanischen Curtiss P-36 und Curtiss Hawk Model 75 gekämpft haben.
Nach der Kapitulation Frankreichs wurde etwa 5000 tschechoslowakische Soldaten, darunter etwa 1000 Piloten, durch die britische Marine nach Großbritannien evakuiert.

### Verbände im Vereinigten Königreich
| Die tschechoslowakischen Fliegerasse in der RAF | Die tschechoslowakischen Fliegerasse in der RAF | Die tschechoslowakischen Fliegerasse in der RAF |
| Name                                            | Erfolge                                         | Staffeln                                        |
| ----------------------------------------------- | ----------------------------------------------- | ----------------------------------------------- |
| Karel Kuttelwascher                             | 18 – 1 – 5                                      | 1, 23                                           |
| Josef František                                 | 17 – 1 – 0                                      | 303                                             |
| Otto Smik                                       | 11 – 1 – 3                                      | 131, 122, 222, 310, 312, 127                    |
| Miroslav Mansfeld                               | 10 – 0 – 2                                      | 111, 68                                         |
| Otmar Kučera                                    | 7 – 1 – 1                                       | 111, 312, 313                                   |
| Josef Dygrýn                                    | 6 – 0 – 1                                       | 1, 310                                          |
| Josef Příhoda                                   | 5 – 2 – 3                                       | 1, 111, 313                                     |
| Ladislav Bobek                                  | 5 – 1 – 3                                       | 68                                              |
| Emil Fechtner                                   | 4 – 1 – 1                                       | 310                                             |
| Josef Hanuš                                     | 4 – 0 – 1                                       | 310, 32, 245, 125, 68, 600                      |
| Anmerkungen: 1. 2. 3.                           |                                                 |                                                 |

Die Grundeinheit der Royal Air Force während des Zweiten Weltkrieges war die Staffel (squadron), welche in der Regel aus zwei Schwärmen (flight) bestand, ab etwa 1942 bildeten etwa drei Staffeln eine Gruppe (wing).
In den Flugverbänden an der Westfront waren in der Zeit von 1939 bis 1945 beinahe 2500 Soldaten (einschließlich des Boden-Personals) im Einsatz. Im Rahmen der britischen Luftstreitkräfte RAF waren insbesondere vier Staffeln tätig, die beinahe vollständig aus tschechischen und slowakischen Angehörigen bestanden:
- No. 310 Squadron RAF
- No. 311 Squadron RAF
- No. 312 Squadron RAF
- No. 313 Squadron RAF

Am 3. Mai 1942 wurden die drei Jagdstaffeln in Exeter zu einer tschechoslowakischen Gruppe (Wing) zusammengefasst (dem späteren No. 134 (Czechoslovak) Wing) die zuerst im Rahmen der No. 10 Group (10. Jagdgeschwader) operierte. Die einzelnen Verbände besaßen jeweils eine Kommandantendoppelspitze – außer einem Tschechen oder Slowaken war es zusätzlich auch ein Brite, der die Kommunikation mit den Oberkommandos vereinfachen sollte.
Daneben dienten viele Tschechoslowaken auch in folgenden britischen oder sonstigen Staffeln:
- 1. Jagdstaffel der RAF (№ 1 Fighter Squadron), eine traditionelle Staffel der RAF, ausgestattet vor allem mit Jagdflugzeugen Hawker Hurricane; nach und nach dienten hier 30 tschechoslowakische Piloten, unter anderem auch der berühmte Karel Kuttelwascher, der mit 18 Abschüssen (und weiteren 5 wahrscheinlichen) zu den größten Nachtfliegerassen der RAF und dem besten unter den tschechoslowakischen Piloten gehörte.
- 68. Nachtjagdstaffel der RAF (№ 68 Night Fighter Squadron) entstand am 7. Januar 1941 in Catterick. Der Nummerierung nach war es eine britische Staffel, die allerdings viele Piloten anderer Nationen hatte, darunter auch 37 tschechoslowakische[13], die bereits am 20. Januar 1941 einen eigenen tschechoslowakischen Schwarm B gründeten; der erste Kommandeur der Staffel war der tschechische Pilot Veselý. Die Staffel benutzte auch ein Motto, das die tschechoslowakischen Piloten auswählten – „Vždy připraven“ („Immer bereit“).[14]
- 111. Jagdstaffel der RAF (№ 111 Fighter Squadron) war vor allem in Schottland stationiert und mit Jagdflugzeugen Hawker Hurricane ausgestattet. Zu den bekannten tschechischen Piloten gehörten beispielsweise J. Mansfeld, O. Kučera.
- 122. Jagdstaffel der RAF (№ 122 Fighter Squadron) war beheimatet meist auf dem Stützpunkt Hornchurch, Essex, und sollte mit ihren Supermarine Spitfires vor allem die britische und US-amerikanische Bomber bei Angriffen auf Frankreich, Belgien und die Niederlande begleiten. Zu den bekannten tschechoslowakischen Piloten gehörten T. Kruml und František Fajtl (der 1942 auch der Kommandeur der Staffel war).
- 138. Sonderstaffel der RAF (№ 138 Special duties Squadron) wurde 1941 neu formiert als eine überwiegend Luftlandestaffel der Spezialeinheit Special Operations Executive (SOE) mit der Aufgabe, spezielle Diversions- und Sabotageaktionen auf dem feindlichen Territorium durchzuführen.[15] Die Staffel hatte eine internationale Besatzung. Mit tschechoslowakischen Fallschirmjägern wurde im Dezember 1941 die Operation Anthropoid durchgeführt – das Attentat auf Heydrich.
- 222. Jagdstaffel der RAF (№ 222 Fighter Squadron), wo unter anderem der erfolgreichste slowakische Pilot der RAF Otto Smik diente (der zuvor auch in der 122. Staffel flog).
- 303. (polnische) Jagdstaffel der RAF (№ 303 Fighter Squadron), eine 1940 entstandene polnische Staffel der RAF, in der zahlreiche Tschechoslowaken dienten, unter anderem auch Josef František, während der Luftschlacht um England der erfolgreichste ausländische Jagdpilot der Royal Air Force.

Weitere, meist einzelne tschechische und slowakische Armeeangehörige waren im Einsatz in insgesamt 103 weiteren Staffeln.
Nach Verhandlungen mit Moskau wurde Anfang 1944 eine Gruppe von Piloten zusammengestellt, die am 21. Februar 1944 über Gibraltar, Suez und Teheran in die Sowjetunion reiste und dort die erste tschechoslowakische Fliegereinheit gründete, aus der später die 1. tschechoslowakische gemischte Fliegerdivision hervorging, die an der sowjetisch-deutschen Front kämpfte und insbesondere auch an den Kämpfen des Slowakischen Nationalaufstands teilnahm.

## Die Schlacht um England und folgende Kämpfe
Die Luftschlacht um England (Battle of Britain), eine Schlacht um die Luftherrschaft über den britischen Luftraum, begann am 10. Juli 1940 und dauerte – den britischen Historikern zufolge – bis zum 31. Oktober 1940.
An der Luftschlacht um England nahmen von den insgesamt 2927 RAF-Piloten auch zahlreiche Piloten anderer Nationen teil, einigen Angaben etwa ein Fünftel, darunter 147 polnische, 101 neuseeländische, 94 kanadische und 87 tschechoslowakische Piloten.

### Jagdverbände
Während des Jahres 1940 befanden sich im Vereinigten Königreich an die 1000 Piloten, die an britischen Flugzeugen geschult wurden. Sie konnten in die bereits begonnenen Kämpfe um die Lufthoheit über England eingreifen, nachdem am 10. Juli 1940 die 310. Staffel, am 29. August 1940 die 312. Staffel und am 10. Mai dann die 313. Staffel offiziell ihre Tätigkeit aufnahmen. Außerdem beteiligten sich viele Piloten an den Kämpfen in anderen Einheiten, wie in der polnischen 303. Staffel oder in der gemischten 68. Staffel. Unter den zehn erfolgreichsten Piloten der Schlacht um England befanden sich ein Pole, ein Tschechoslowake, ein Australier und zwei Neuseeländer.
Ab dem Frühjahr 1944, als die Vorbereitungen für die Invasion in der Normandie fortgeschritten waren, wurden die drei Jagdverbände in die Planung einbezogen und beteiligten sich an der Invasion.
Die tschechoslowakischen Jagdflieger schossen 1940 bis 1945 365 feindliche Flugzeuge ab bzw. beschädigten sie, zuzüglich 6 Flugkörper V-1.

### Bomberverband
Die 311. Bomberstaffel der RAF, gegründet am 29. Juli 1940 in Honington und zuerst dem RAF Bomber Command unterstellt, nahm ihre Tätigkeit am 10. September 1940 mit einem Angriff auf Brüssel auf, bereits am 23. September flog die Staffel zu einer Operation nach Berlin, wobei bei der Rückkehr ein Flugzeug in den Niederlanden notlanden musste und es gab die ersten Verluste. Im weiteren Verlauf der Kämpfe bombardierte die Staffel Ziele Vlissingen, Boulogne-sur-Mer, Brest, Paris und Turin, in Deutschland dann außer Berlin noch Köln, Bonn, Essen und Kiel, wobei sie in 1029 Einsätzen 1320 Tonnen Bomben auf insgesamt 77 Ziele abwarf.
Ab Ende April 1942 wurde die Staffel dem Oberkommando RAF Coastal Command zugeteilt, wo sie bis Ende des Krieges ihre Einsätze flog und an der Atlantikschlacht teilnahm; an der Jahreswende 1942/1943 wurde die 311. Staffel als die beste innerhalb des Coastal Command ausgewertet. Nach dem Krieg wurde sie in die Tschechoslowakei abkommandiert.

## Verluste
| Verluste tschechoslowakischer RAF-Einheiten |          |
| Einheit                                     | Verluste |
| 310. Staffel                                | 31       |
| 311. Staffel (Bomber Command)               | 94       |
| 311. Staffel (Coastal Command)              | 156      |
| 312. Staffel                                | 17       |
| 313. Staffel                                | 25       |
| 68. Staffel                                 | 8        |
| andere operationelle Staffeln               | 58       |
| assistierende Einheiten                     | 12       |
| Trainingseinheiten                          | 78       |
| Depot                                       | 3        |
| gesamt                                      | 482      |

Eine Übersicht der Verluste der einzelnen tschechoslowakischen Staffeln und anderer Einheiten der RAF sind in der nebenstehenden Tabelle dargestellt, wo Gesamtverluste von 482 Personen angegeben werden. Höhere Zahlen werden durch den Fliegerverband genannt – 531 Personen – beziehungsweise durch das Verteidigungsministerium – 529 Personen –, wo ausdrücklich auch vermisste Personen inbegriffen sind. In dieser Quelle werden auch 250 verletzte und 52 gefangengenommene Personen genannt. Die tschechischen RAF-Angehörigen riskierten bei einer Gefangennahme besonders harte Strafen: sie wurden nicht als Kriegsgefangene behandelt, sondern konnten wegen Hochverrat nach dem § 91 bzw. § 91a des Reichsgesetzbuches zum Tode verurteilt werden, weil sie als Bürger des Protektorats Böhmen und Mähren nicht als Ausländer betrachtet wurden.
Der gefallenen tschechischen und slowakischen Soldaten wird in Großbritannien jeweils am Sonntag, der am nächsten zum 28. Oktober liegt (tschechoslowakischer Nationalfeiertag), mit einer Zeremonie in Brookwood gedacht.

## Internationale Bedeutung
Die tschechoslowakischen RAF-Verbände spielten für die Nachkriegs-Tschechoslowakei eine ähnliche Rolle wie die Tschechoslowakischen Internationalen Legionen im Ersten Weltkrieg, die, neben Masaryks diplomatischen Bemühungen, einen großen Anteil an der Entstehung der Tschechoslowakei hatten (an der russischen, italienischen und französischen Front kämpften in der Zeit von 1914 bis 1918 insgesamt 125.000 tschechoslowakische Soldaten).
Während des Zweiten Weltkrieges kämpften tschechoslowakische Einheiten an der Westfront bereits ab 1939, ab etwa 1943 auch an der Ostfront in der Sowjetunion; neben dem Attentat auf Heydrich war es auch der Slowakische Nationalaufstand, der Anerkennung erlangte. Die Flieger- und Bombereinheiten, die im Rahmen der RAF kämpften, spielten dabei eine wichtige Rolle.
Die Tschechoslowakei befand sich mit den Achsenmächten im Kriegszustand, der formell am 16. Dezember 1941 durch Präsident Beneš im Namen der Exilregierung im Artikel 6 einer Zusatzvereinbarung mit der britischen Regierung erklärt wurde. Die Tschechoslowakei wurde dadurch als alliierte Macht anerkannt und behandelt.

## Schicksal nach 1945
Nach der Rückkehr in die Tschechoslowakei waren die vier Verbände formell noch Einheiten der Royal Air Force (310. Staffel bis 14. September 1945, 311. Staffel bis Februar 1946, 312. und 313. Staffel bis 22. September 1945). Danach wurden sie zum Rückgrat der neuen Luftwaffe der Tschechoslowakei, die außerdem über nur ganz wenig qualifiziertes Luftwaffenpersonal verfügte (es waren außerdem nur die wenigen Piloten, die 1944 aus Großbritannien in die Sowjetunion gegangen sind).
Von den etwa 2500 Luftwaffenangehörigen, die bei der RAF dienten, kehrten 1945 etwa 1400 zurück in die Tschechoslowakei, mindestens 250 blieben im westlichen Ausland; lediglich ca. 450 von den Heimkehrern blieben 1946 in der Luftwaffe.
Nach dem Februarumsturz von 1948 kam es – neben den anderen Schauprozessen – auch zu Prozessen und Säuberungen in der Armee, unter anderem gegen die ehemaligen Armeeangehörigen an der Westfront, d. h. auch gegen die Piloten der RAF. Der Hintergrund war das Misstrauen der kommunistischen Partei der Armeeführung gegenüber, die noch aus der Zeit der früheren bürgerlichen Republik stammte und während des Krieges zum Teil im Westen tätig war. Viele der Soldaten wurden verhaftet, bei Verhören häufig gefoltert und – meist wegen Spionage für westliche Mächte – zu hohen Haftstrafen verurteilt. Bereits am 18. Juni 1948 wurde in Prag der General Karel Janoušek, einer der wichtigsten Protagonisten der tschechoslowakischen RAF-Einheiten, zu 19 Jahren Freiheitsentzug verurteilt, Ende Januar 1949 wurde der General Heliodor Píka zum Tode verurteilt und hingerichtet. Weitere Soldaten wurden ohne eine Gerichtsverhandlung in Arbeitslagern interniert, was bis zu zwei Jahren zulässig war; so wurde auch der RAF-Pilot und später Kommandeur der tschechoslowakischen Staffel in der Sowjetunion, František Fajtl, 16 Monate im Arbeitslager Mírov gehalten.
Diejenigen, denen eine Verurteilung erspart blieb, wurden auch aus ihren zivilen Berufen entlassen, mussten ihre Wohnungen räumen. Betroffen wurden auch die Familien: auch die Ehefrauen wurden entlassen, den Kindern wurde der Zugang zu Studium verweigert. Im Jahre 1950, nachdem einigen noch die Flucht ins westliche Ausland gelang, blieben nur noch 13 ehemalige RAF-Angehörige in der Armee, meist unersetzbare Fachleute.

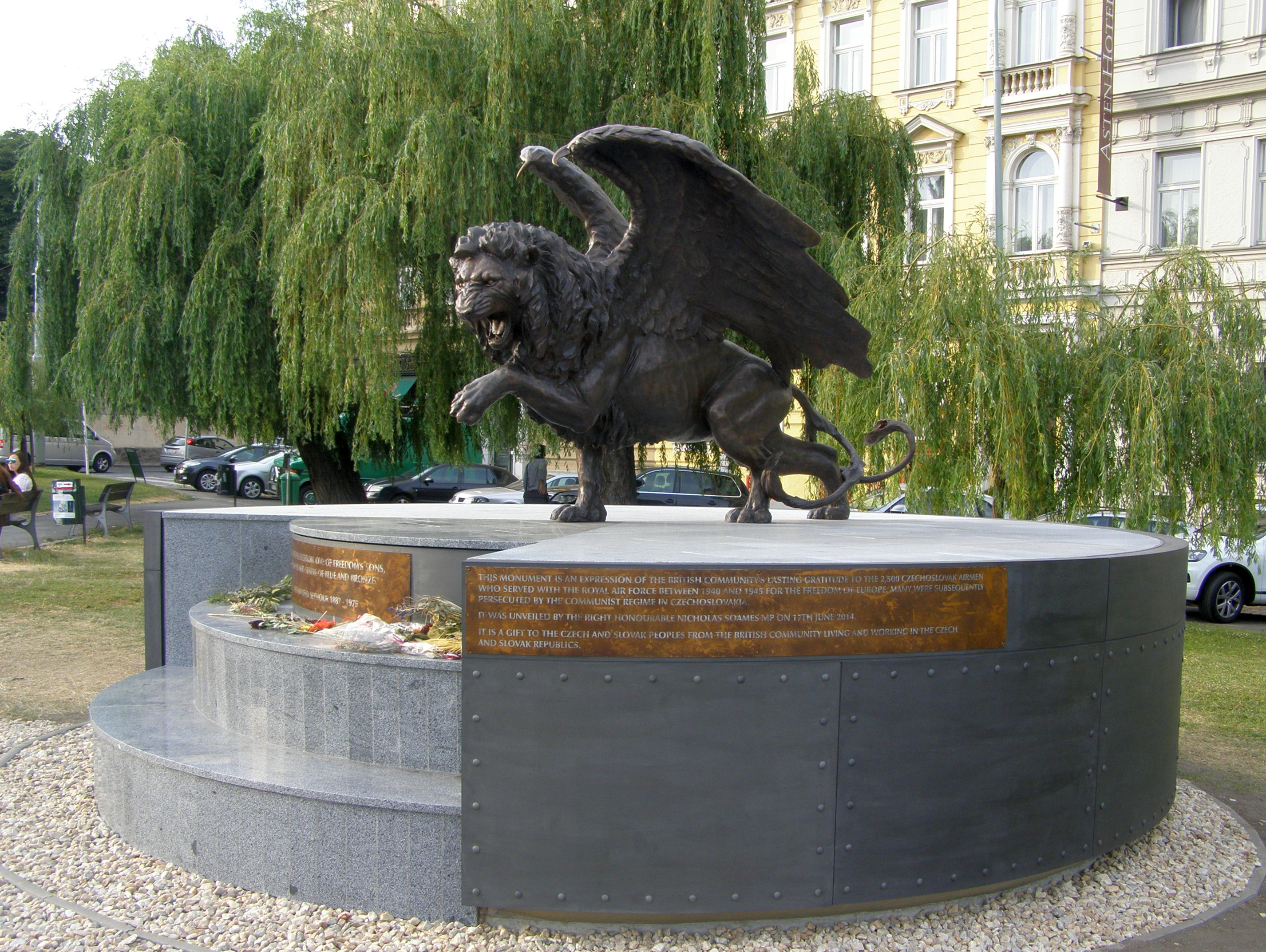
2014 auf der Prager Kleinseite errichtetes Denkmal für die tschechoslowakischen Flieger in der RAF

Die ersten umfangreicheren Schritte zu einer Wiedergutmachung datieren erst 1968 während des Prager Frühlings, wurde allerdings mit dessen Niederwerfung beendet. Erst weitere 22 Jahre später konnte die Rehabilitierung durchgeführt werden, welche sowohl die juristische wie auch die gesellschaftliche Wiedergutmachung bedeutete.
Aufgrund der Vorschläge zahlreicher privater Vereinigungen wurde 1990 durch den Verteidigungsminister die Zentrale Rehabilitationskommission (Centrální rehabilitační komise) errichtet. Diese Kommission musste zuerst überhaupt die Namen und Anschriften der Luftwaffenangehörigen im Inland wie Ausland feststellen, sie empfahl dann anschließend weitere Schritte, die außer der gerichtlichen Wiedergutmachung auch Entschädigungen, Beförderungen usw. Die Wiedergutmachungsmaßnahmen betrafen in den ersten Jahren nach 1989 insgesamt 1412 Personen, 958 Personen konnten noch nicht ermittelt werden; im Einzelnen wurden folgende Personen rehabilitiert:
- 519 Personen, die gefallen sind
- 186 Personen, die in der Tschechoslowakei lebten
- 277 Personen, die in der Tschechoslowakei starben
- 231 Personen, die im Ausland lebten
- 199 Personen, die im Ausland starben